# Éparchie Saints-Pierre-et-Paul de Melbourne des Ukrainiens
L’éparchie Saints-Pierre-et-Paul de Melbourne des Ukrainiens dépend de l’Église grecque-catholique ukrainienne. Son siège est à Melbourne, en Australie. Son territoire couvre toute l'Australie, la Nouvelle-Zélande et l'Océanie. En 2022, elle organise la vie religieuse de 7 250 fidèles avec l’aide de 20 prêtres et 12 religieuses répartis dans 11 paroisses.

## Histoire
Les premiers migrants ukrainiens commencent à s'installer en Australie en 1948. À partir de 1950, le père Ivan Prasko y organise la vie religieuse. Le 10 mai 1958, il devient exarque de l’exarchat apostolique pour les Ukrainiens d’Australie qui vient d’être créé par le pape Pie XII. À partir du 10 décembre 1958, il exerce aussi son autorité sur la Nouvelle-Zélande et l’Océanie.
Le 24 juin 1982, l’exarchat devient l’éparchie Saints-Pierre-et-Paul de Melbourne des Ukrainiens.  Ivan Prasko reste à sa tête, et ce jusqu’au 16 décembre 1992. 
Exarque depuis le 15 janvier 2020, Mykola Bychok décide unilatéralement qu’à partir du 1er septembre 2023, le calendrier grégorien sera utilisé dans l’éparchie, et ce contrairement aux pratiques de l’Église grecque-catholique ukrainienne qui continue à utiliser le calendrier julien.  Mykola Bychok est élevé au rang de cardinal le 7 décembre 2024. 

## Exarque et éparques

### Exarchat pour les Ukrainiens d’Australie, de Nouvelle-Zélande et d’Océanie (1958-1982)
Exarque :
- Ivan Prasko : 10 mai 1958 - 24 juin 1982

### Éparchie Saints-Pierre-et-Paul de Melbourne des Ukrainiens (depuis 1982)
Éparques :
- Ivan Prasko : 28 juin 1982 - 16 décembre 1992 (retraite)
- Peter Stasiuk : 16 décembre 1992 - 15 janvier 2020 (retraite)
- Mykola Bychok depuis le 15 janvier 2020